# Государственный архив Ивано-Франковской области
Государственный архив Ивано-Франковской области — основное архивное учреждение Ивано-Франковской области, содержит документы за 1752—1998 года.

## История
В 1939 году на Станиславщине (с 1962 года — Ивано-Франковская область) был создан архивный отдел НКВД Станиславськой области, и в декабре 1939 года начал работу Станиславский областной исторический архив.
- С 1941 года — Государственный архив Станиславской области;
- 1941—1980 годах — Станиславский (и позже, с 1962 года, Ивано-Франковский) областной государственный архив;
- С 1980 года — Государственный архив Ивано-Франковской области.

Архив подчинялся архивному отделу УНКВД с 1946 года,
- с 1960 года — архивному отделу исполкома Станиславской (с 1962 года — Ивано-Франковскому) областному Совету трудящихся;
- с 1988 года — исполкома Ивано-Франковскому областному совету народных депутатов;
- с 1995 года — Ивано-Франковской областной государственной администрации[1].

## Фонд
Архив хранит документы по истории ЗУНР (1918—1919) и западноукраинских земель в составе Речи Посполитой (1752—1772), Австрийской (с 1867 г. — Австро-Венгерской) империи (1772—1918) и Польши (1919—1939), периодов их временных оккупаций Германией в Первой и во Второй мировых войнах, а также Станиславской (Ивано-Франковской) области после воссоединения Западной Украины с УССР (1939—1991) и в составе независимой Украины (1991—2006). Среди архивных источников есть много документов не только по истории украинского народа, но и о жизни представителей других национальностей, проживавших на западноукраинских землях. Документы по истории ЗУНР содержатся в отдельных фондах этого периода — Начальной Команды Украинской Галицкой Армии, коллекции документов по истории образования, а также так в других фондах и библиотеке архива. Кроме этого, в архиве есть фонд Управления коменданта Армии УНР.
В архиве хранятся следующие фонды:
- 3 572 фондов, 732 624 личных дел за 1752—2000 года,
- 44 единиц научно-технической документации за 1960—1976 года,
- 79 единиц фонодокументов за 1960—1985 года,
- 34 519 единиц фотодокументов за 1945—1990 года.

В фонде библиотеки находятся старопечатные книги, литература по истории края, вестники законов Австро-Венгрии, Галиции, Польши. Есть также источники по вопросам естествознания, народного образования, философии, религии. Библиотека хранит коллекцию местных газет и журналов, особенно ценными из которых являются религиозные издания, пресса периодов ЗУНР, временной оккупации области немецкими войсками. Общий фонд библиотеки составляет 18 494 книги и брошюры.